# Urszula Nowicka
Urszula Nowicka (ur. 1978) – polska kanonistka, doktor habilitowany nauk prawnych, profesor nadzwyczajny Uniwersytetu Kardynała Stefana Wyszyńskiego w Warszawie oraz Uniwersytetu Przyrodniczo-Humanistycznego w Siedlcach.

## Życiorys
W 2006 na podstawie rozprawy pt. Szafarz sakramentu małżeństwa. Studium historyczno-prawne uzyskała na Wydziale Prawa Kanonicznego Uniwersytetu Kardynała Stefana Wyszyńskiego w Warszawie stopień naukowy doktora nauk prawnych w zakresie prawa kanonicznego. Tam też w 2012 na podstawie dorobku naukowego oraz monografii pt. Stwierdzenie stanu wolnego wiernych prawosławnych na forum Kościoła katolickiego otrzymała stopień doktora habilitowanego nauk prawnych w dyscyplinie prawo kanoniczne. Została profesorem nadzwyczajnym na Wydziale Prawa Kanonicznego UKSW i kierownikiem Katedry Prawa Katolickich Kościołów Wschodnich oraz innych Kościołów i Wspólnot Kościelnych na tym wydziale.
Została profesorem nadzwyczajnym na Wydziale Nauk Ekonomicznych i Prawnych Uniwersytetu Przyrodniczo-Humanistycznego w Siedlcach.